# Laser díodo

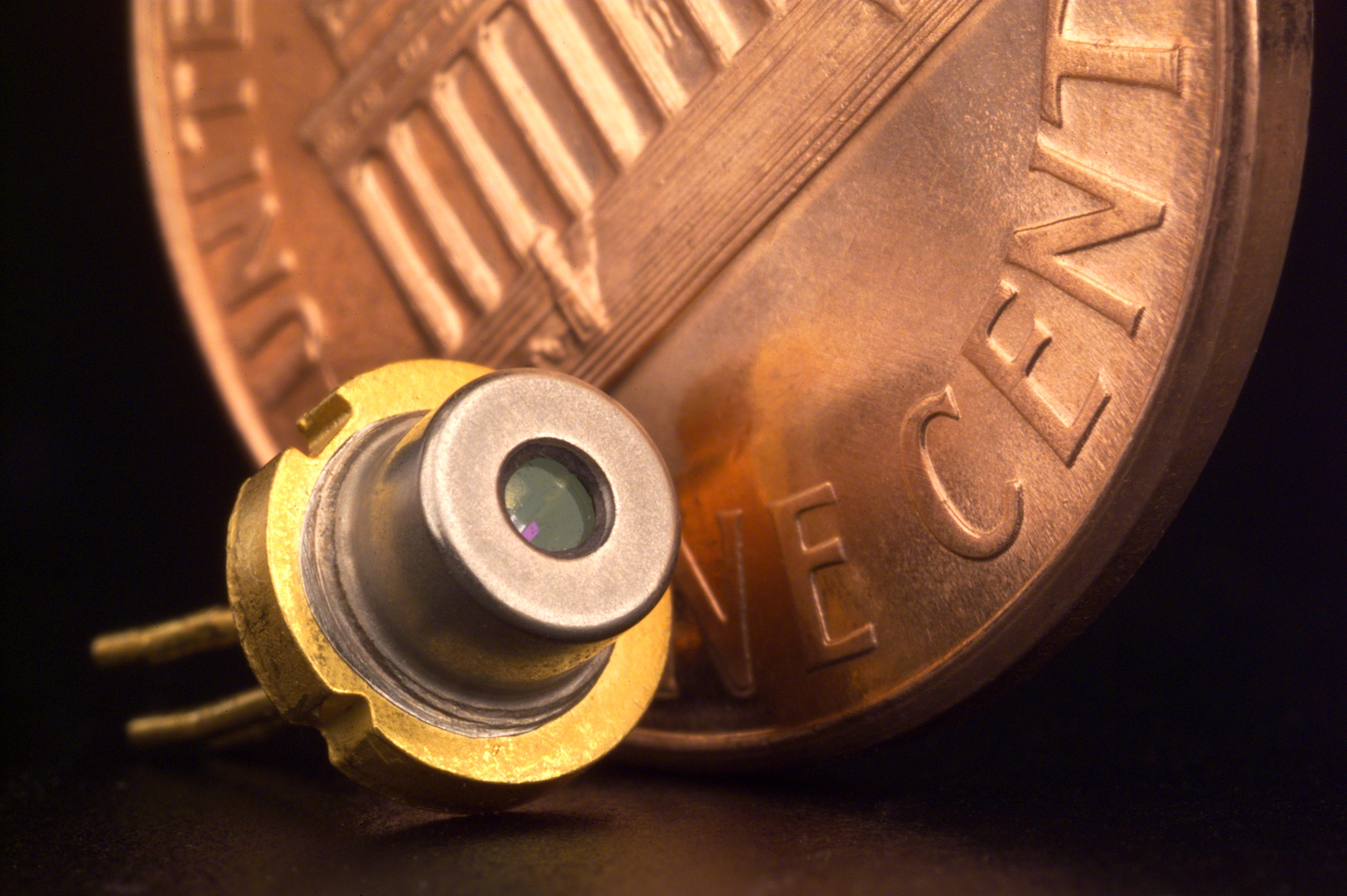
Díodo laser com uma moeda ao lado

O díodo laser (português europeu) ou diodo laser (português brasileiro) é o laser mais utilizado na tecnologia de mercado atual, por ser de fácil acesso e de simples montagem. É este tipo de laser que está na base da transmissão de dados nas fibras óticas, leitura de CDs, DVDs, apontadores lasers, scanners, impressoras a laser e, mais recentemente, a leitura blu-ray. A principal diferença entre o díodo laser e os outros tipos de laser reside na origem da fonte de energia (corrente elétrica) e no meio ativo (junção p-n). Várias estruturas de junções p-n têm vindo a ser estudadas para optimizar e variar a gama de frequências dos lasers. Os díodos laser têm tipicamente um coeficiente de ganho entre 5000 a 10.000 m-1.

## História

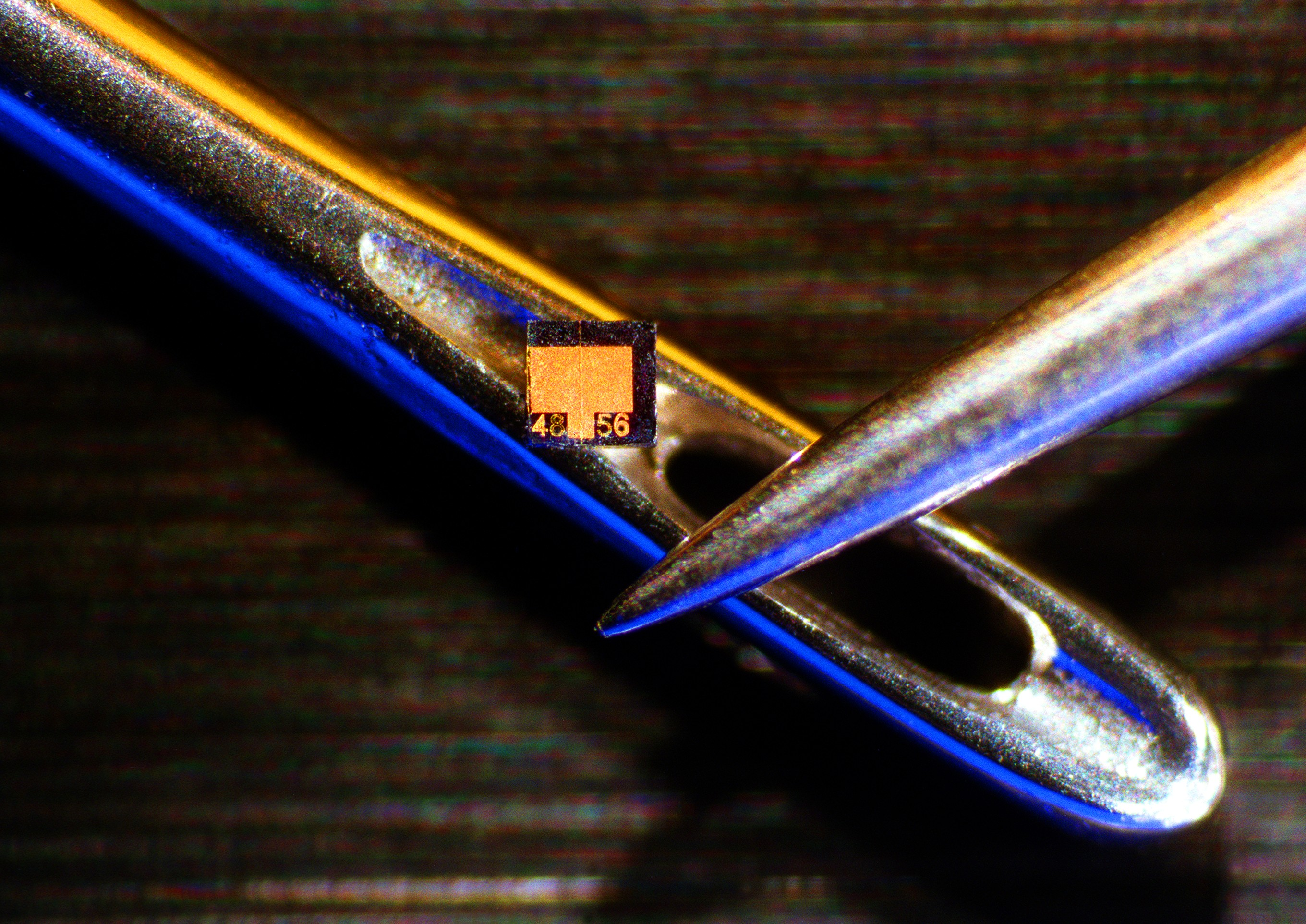
Imagem de um díodo laser num chip à escala real

A primeira demonstração de emissão de luz coerente por parte de um díodo foi feita no centro de pesquisa da General Electric por Robert N. Hall e pela sua equipe. O primeiro laser visível foi construído por Nick Holonyak nos finais do mesmo ano. Como qualquer tipo de laser, o laser semicondutor produz luz fortemente monocromática, coerente, com polarização e direção bem definidas. O funcionamento do laser semicondutor é similar ao funcionamento do díodo. A diferença está na geração de fotões que, para o caso do díodo, tem origem na emissão espontânea enquanto que no laser semicondutor tem origem na emissão estimulada. Daí se utilizar muito o termo díodo laser para descrever o laser semicondutor. Em vez de meios ativos sólidos ou gasosos, o díodo laser utiliza uma junção p-n para este efeito. As junções p-n podem ser por sua vez junções do tipo 'p-p-n' chamadas de heterojunções. Este novo tipo de junções confina a zona ativa do laser numa região muito pequena. Uma outra diferença entre o díodo laser e os lasers de estado sólido e gasosos reside na fonte de energia. Os laser de estado sólido e gasosos utilizam luz como fonte de energia (lâmpadas com espectro de emissão largo). O díodo laser utiliza por sua vez corrente elétrica através de junções p-n para injetar eletrões na zona de condução e lacunas na zona de valência. O coeficiente de ganho deste tipo de laser situa-se entre os 5000 e 10.000 m-1. O método de produção mais utilizado na indústria semicondutora para a produção destas junções p-n é o MBE (molecular beam epitaxy). As cavidades utilizadas no laser semicondutor são tipicamente cavidades de Fabry-Perrot. Estas características gerais deste tipo de laser faz com que seja um dispositivo extremamente pequeno (pode atingir dimensões da ordem dos 0,1 mm) para o implementar na tecnologia eletrónica. É de referir com algum destaque que a maioria dos dispositivos eletrónicos que utilizam luz, por exemplo para para transmissão de informação, funcionam com base neste tipo de laser.

## Encapsulamentos
Díodos laser geralmente são encapsulados em:
- TO56 (díodo 5,6 mm, como visto em gravadores de CD e DVD, o mais comum)
- TO9 (díodo 9 mm, usado em díodos infravermelhos de alta potência)
- C-Mount (dissipador de calor aberto, laser chip exposto)
- TO3 (transístor de potência)

Outros encapsulamentos podem ser observados (como o método wafer ou bolacha, onde duas placas metálicas envolvem a cavidade emissora, usado nos apontadores laser vermelhos, os mais baratos e comuns), mas não são amplamente utilizados, por sua baixa eficiência na dissipação de calor e alta resistência para sistemas de alta corrente.

## Modo de funcionamento

Diagrama da estrutura de um díodo laser

Os lasers são formados por uma zona ativa dentro da cavidade laser onde ocorre emissão estimulada. Para que isso ocorra é aplicado uma corrente na junção p-n do díodo laser.

### Materiais utilizados
A maioria dos lasers atuais utilizam quatro tipo de materiais. A utilização destes quatro tipos de materiais depende da zona do espectro que se pretende utilizar. Três destes tipos de materiais são formados pelos chamados semicondutores do tipo III-V. O outro é formado pelos semicondutores do tipo II-VI. Estes quatro tipos são chamados: Arsenieto de Gálio; fosfeto de índio; selenieto de zinco; nitreto de gálio.
Os lasers baseados no AsGa operam na gama dos 635 nm a 870 nm (vermelho e infravermelho próximo). Dentro deste espectro temos AlGaInP (635 nm - 780 nm), AlGaAs (780 nm - 830 nm) e InGaAs (940 nm). Atualmente os leitores de disco compacto utilizam o AlGaAs como material base do laser. Em contraste aos CDs os DVDs utilizam o AlGaInP como material base. A diferença entre estes dois tipos de tecnologias está relacionado com a capacidade de armazenamento (a escrita depende fortemente do comprimento de onda).
Os lasers baseados no fosfeto de índio operam no infravermelho (1,55 {\displaystyle \mu m}). Este tipo de material é muito utilizado na transmissão em fibras óticas a longas distâncias.
O nitreto de gálio deve ser o semicondutor mais importante a seguir ao silício. Este material consegue operar na zona do azul e ultravioleta. Uma das tecnologias mais promissoras na atualidade precisa de lasers nesta zona. O Blu-ray consegue armazenar cerca de 20 gigabytes recorrendo a esta zona do espectro fazendo com que este material tenha um futuro garantido a curto e médio prazo.
Os três tipos de materiais discutidos são baseados nos semicondutores III-V. Como foi dito o selenieto de zinco é o único semicondutor do tipo II-VI e produz luz na zona do azul e do verde (460 nm - 520 nm).
Como o comprimento de onda é pequeno na gama destes dois últimos materiais os efeitos quânticos têm de ser tomados em conta e a teoria dos poços quânticos tem de ser considerada para tratar o dispositivo devidamente. O comprimento de onda do laser do diodo de substrato de nitreto de alumínio (AlN) é de 271,8 nm, com duração de pulso de 50 ns e frequência de repetição de 2 kHz. Ele emite o menor comprimento de onda do mundo sob injeção de corrente pulsada elétrica à temperatura ambiente.

### Estruturas de emissão

Diagrama de uma estrutura VCSEL

O caso mais clássico do diodo laser é o caso da homojunção, isto é, junção 'p-n'. Neste tipo de diodo, de homojunção, há a necessidade de altos valores de corrente de threshold, dependendo da aplicação, para que ocorra a geração de luz laser. Ainda a respeito do diodo laser de homojunção, esta corrente de threshold varia diretamente com a temperatura do diodo, característica esta desagradável. Portanto, este tipo de laser tem pobre fator ótico e baixa eficiência. Esta junção, 'p-n' confina a zona ativa do laser a uma região do espaço relativamente grande em comparação com a heterojunção, isto é, junção 'p-p-n'. Na heterojunção temos uma zona ativa entre os lados n e p extremo, ou seja, numa zona p. A limitação da zona ativa numa região mais pequena do espaço no caso da heterojunção deve-se ao facto dos portadores estarem limitados em ambos os lados da região ativa pelas barreiras da heterojunção enquanto que os portadores na homojunção podem mover-se fora da zona ativa onde a recombinação radiativa ocorre.
Os lasers semicondutores têm duas estruturas de emissão: emissão longitudinal e emissão vertical ('vertical cavity surface emitting laser' VCSEL); Na primeira a luz é emitida na direção perpendicular à junção p-n enquanto que na segunda a luz é emitida ao longo da direção da junção p-n. O tratamento destas duas estruturas é diferente uma vez que a cavidade ressonante no primeiro caso pode atingir as décimas do milímetro enquanto que a cavidade do segundo caso pode atingir no máximo as centenas dos nanômetros (estrutura de poços quântico). A emissão dos lasers VCSEL é feita circularmente com consumo de potência de cerca de 10 mW e emissão de cerca de 2 mW. A emissão dos lasers longitudinais é feita eliticamente com consumo de potência da mesma ordem de grandeza da potência emitida (cerca de 100 mW). A divergência do feixe dos lasers de emissão longitudinal é maior do que a divergência do feixe dos lasers VCSEL. O custo da produção dos lasers VCSEL é 100 vezes menor do que o custo dos lasers de emissão longitudinal e a velocidade de transmissão de dados dos lasers de emissão longitudinal é bastante maior do que a velocidade de transmissão dos lasers VCSEL. Assim sendo podemos concluir que as vantagens dos lasers por emissão longitudinal são a elevada potência e velocidade de transmissão de dados em comparação com os lasers VCSEL. No entanto os lasers VCSEL são bastante mais baratos, necessitam de uma potência baixa necessária para a emissão e a divergência do feixe é menor do que os lasers de emissão longitudinal.

### Exemplo do laser com estrutura de emissão longitudinal

Emissão longitudinal numa heterojunção

A corrente é estabelecida pelo contacto metálico da heterojunção. A radiação fica confinada na zona ativa ocorrendo reflexões totais para certos ângulos maiores que o ângulo critico dado pela lei de Snell pelo facto do índice de refracção no interior da zona ativa ser maior que o índice de refracção dos lados p e n. Pretende-se que a radiação seja emitida na direção longitudinal. Quanto à direcção longitudinal teremos de estudar uma cavidade ótica capaz de emitir radiação numa banda do espetro muito pequena (radiação quase monocromática). As cavidades utilizadas para este efeitos são as cavidades de Fabry-Perot. O comprimento longitudinal da cavidade (zona ativa) será dado então por:
{\displaystyle m\lambda =2nL\Longleftrightarrow L={\frac {m\lambda }{2n}}},
onde n é o índice de refracção da zona ativa, {\displaystyle \lambda } é o comprimento de onda pretendido para a monocromatização da onda no meio ativo e m refere-se à onda propriamente dita. É este tipo de cavidade que permite que a radiação fique confinada no meio ativo de tal modo que possa estimular decaimentos eletrónicos.
Uma característica importante nestas heterojunções reside no modo em que a corrente elétrica passa por elas. Existem dois modos possíveis: a camada metálica dos extremos só existe por cima da zona ativa; deposição de uma camada isolante fora da zona ativa e posterior deposição da camada metálica;
O material mais usado para as heterojunções do lado n e p no extremo são o AlxGa1-xAs e GaAs para o meio ativo p. É de referir que não é utilizado o silício como matéria prima dos lasers pelo facto da emissão espontânea e estimulada serem mais promovidas por processos de geração e recombinação diretos em vez de indiretos como acontece no silício.
O funcionamento dos lasers com estrutura VCSEL é diferente deste último descrito por necessitar do tratamento quântico.

## Aplicações na tecnologia
O díodo laser é o tipo de laser mais comum na tecnologia atual. Em 2004 este tipo de laser superou as 733 milhões de vendas em comparação com as 130 mil vendas de outros tipos de lasers. A utilização desta tecnologia está em quase toda a eletrónica atual. Em telecomunicações o díodo laser é usado para enviar sinais óticos nas fibras óticas. Apontadores lasers vermelhos e verdes também são fabricados com base nesta tecnologia semicondutora assim como as impressoras a laser, leitores de códigos de barras, scanners, lasers de cirurgia, etc. Os leitores de CDs e DVDs usam díodos laser na zona do infravermelhos e vermelho do espectro enquanto que os leitores de HD DVD e Blu-ray utilizam-na na zona do violeta e ultravioleta. A espectroscopia de absorção laser também utiliza este tipo de tecnologia.
Como os semicondutores são relativamente baratos (por serem mais abundantes) em comparação com os materiais de outras tecnologias, podemos dizer que o díodo laser é o dispositivo mais competitivo no mercado eletrónico. O facto de não necessitar de grande manutenção como outros tipos de lasers como o laser gasoso (troca de gases periodicamente) faz com que tenha mais uma vantagem em relação aos outros. As dimensões também colocam o díodo laser entre os lasers favoritos nos nossos dispositivos eletrónicos (atualmente menores do que o milímetro).